# Княжево (Дмитровский городской округ)
Княжево — деревня  в составе Дмитровского городского округа Московской области. Население — 1436 чел. (2010). До 2006 года Княжево входило в состав Орудьевского сельского округа.
По переписным книгам 1627—1629 годов поселение носило имя Княжья Слободка. Сельцо принадлежало Гзаевскому Станиславу Александровичу и дмитровцу Батюшкову Демиду Провоторкову.

## Расположение
Деревня расположена на севере центральной части района, примерно в 7 км севернее Дмитрова, по правому берегу реки Кухолка (правый приток Яхромы), высота центра над уровнем моря 154 м. Ближайшие населённые пункты — Жуковка на севере, Очево на востоке и Орудьево на юге.

## Население
| 2002 | 2006 | 2010  |
| ---- | ---- | ----- |
| 170  | ↗175 | ↗1436 |

Резкий рост населения связан с отнесением к деревне жителей находящегося рядом военного городка при в/ч 32516 (470-й методико-кинологический центр).